# Jakub Wons
Jakub Wons (ur. 18 lutego 1982 w Warszawie) – polski aktor filmowy, telewizyjny i teatralny, reżyser i producent teatralny.

## Kariera
W Teatrze Telewizji po raz pierwszy pojawił się w 1989 za sprawą spektaklu Szczególny dzień według Ettore Scoli.
Na małym ekranie pojawiał się od 2000, gdy zaczął grać role w serialach Na dobre i na złe i Barwy szczęścia. Od 2008 zagrał też role drobne w serialach: Ojciec Mateusz, Za marzenia, M jak miłość, Na sygnale, W rytmie serca, Czas honoru, Lekarze na start, Leśniczówka i Klan.

### Życie prywatne
Syn aktora Grzegorza Wonsa. W latach 2008–2018 był związany z aktorką Hanną Konarowską, z którą ma córkę, Zofię (ur. 2011). Następnie związał się z aktorką Anną Muchą.

## Filmografia

### Filmy i seriale
- 2000–2001: Na dobre i na złe jako Robert
- 2008: Ojciec Mateusz jako kierownik planu
- 2009: Zwerbowana miłość jako mężczyzna bijący Annę
- 2012: Czas honoru jako strażnik
- 2012–2013: Piąty Stadion jako kibic
- 2015: Barwy szczęścia jako ochroniarz Kuklińskiego
- 2017: Amok jako mecenas
- 2017: Za marzenia jako policjant
- 2017: Lekarze na start jako Robert
- od 2018: Klan jako Robert Cieszyński
- 2018: Leśniczówka jako reporter TV
- 2018: Na sygnale jako radykał
- 2018: Nina jako Jędrek
- 2018: M jak miłość jako Stefan Peszko
- 2018: Trzecia połowa jako klient
- od 2023: Korona królów. Jagiellonowie jako Paweł Włodkowic[potrzebny przypis].

### Dubbing
- 2010: Victoria znaczy zwycięstwo jako Marshall

### Reżyser
- 2004: Dziki
- 2005–2006: Okazja
- 2006: Dylematu 5
- 2006–2007: Dwie strony medalu
- 2009: Zwerbowana miłość[potrzebny przypis]